# Music of the Spheres (album, Mike Oldfield)
Music of the Spheres je dvacáté třetí studiové album britského multiinstrumentalisty Mika Oldfielda. Bylo vydáno na jaře 2008 (viz 2008 v hudbě) a v britském žebříčku prodejnosti hudebních alb se umístilo nejlépe na 8. místě.
Albem Music of the Spheres se Oldfield poprvé pustil do oblasti vážné, či klasické hudby. Jedinými dvěma jeho počiny v této oblasti bylo album The Orchestral Tubular Bells, které však bylo pro orchestr upraveno až dodatečně Davidem Bedfordem, a deska The Millennium Bell, na které orchestr v určitých fázích doprovází rockové nástroje. Hudba na Music of the Spheres je ale čistě symfonická, s doplňkem akustické kytary Mika Oldfielda. Jako sólisté na albu účinkují Hayley Westenraová (zpěv a vokály) a čínský pianista Lang Lang. Music of the Spheres, ač formálně rozděleno do 14 stop, se vrací ke klasickému Oldfieldovu schématu 70. let – rozdělení na dvě přibližně 20minutové části.
7. března 2008 se ve španělském Bilbau konala světová premiéra Music of the Spheres. Koncert byl profesionálně nahrán a 17. března byl spolu se studiovým albem digitálně vydán na iTunes. Kompaktní disky, fyzicky vydané tentýž den, obsahují pouze studiovou verzi alba. 2CD, obsahující kromě studiové verze i koncert z Bilbaa, bylo vydáno 24. listopadu 2008.

## Skladby
Part One
1. „Harbinger“ (Oldfield) – 4:08
2. „Animus“ (Oldfield) – 3:09
3. „Silhouette“ (Oldfield) – 3:19
4. „Shabda“ (Oldfield) – 4:00
5. „The Tempest“ (Oldfield) – 5:48
6. „Harbinger (Reprise)“ (Oldfield) – 1:30
7. „On My Heart“ (Oldfield) – 2:27

Part Two
1. „Aurora“ (Oldfield) – 3:42
2. „Prophecy“ (Oldfield) – 2:54
3. „On My Heart (Reprise)“ (Oldfield) – 1:16
4. „Harmonia Mundi“ (Oldfield) – 3:46
5. „The Other Side“ (Oldfield) – 1:28
6. „Empyrean“ (Oldfield) – 1:37
7. „Musica Universalis“ (Oldfield) – 6:24

### Live at Bilbao
1. „Harbinger“ (Oldfield) – 4:09
2. „Animus“ (Oldfield) – 3:04
3. „Silhouette“ (Oldfield) – 3:19
4. „Shabda“ (Oldfield) – 4:02
5. „The Tempest“ (Oldfield) – 5:38
6. „Harbinger (Reprise)“ (Oldfield) – 1:27
7. „On My Heart“ (Oldfield) – 2:26
8. „Aurora“ (Oldfield) – 3:38
9. „Prophecy“ (Oldfield) – 2:58
10. „On My Heart (Reprise)“ (Oldfield) – 1:08
11. „Harmonia Mundi“ (Oldfield) – 3:10
12. „The Other Side“ (Oldfield) – 1:27
13. „Empyrean“ (Oldfield) – 1:57
14. „Musica Universalis“ (Oldfield) – 6:13

## Obsazení
- Mike Oldfield – klasická kytara
- Hayley Westenra – zpěv (7, 10), vokály
- Lang Lang – piano (1, 2, 3, 5, 6, 9)
- Karl Jenkins – orchestrální aranžmá, dirigent
- Sinfonia Sfera Orchestra